# 삼척 신우전자 축구단
삼척 신우전자 FC(Samcheok Shinwoo Electronics Football Club)는 대한민국 강원도 삼척시에 있었던 축구 선수단이다. 신우전자가 운영했던 아마추어 축구단이며, 2007년에 창단되고 2010년에 해단되었다. 경기도 화성시에서 '화성 신우전자 뷰티스 FC'라는 이름으로 출범하였고, 2008년 시즌이 끝나고 모기업인 신우전자가 삼척으로 회사를 이전하면서 팀도 삼척으로 연고지를 이전했다. 선수단 이름도 '삼척 신우전자 FC'로 변경되었다. 대구 한국파워트레인처럼 병역특례업체로 선수를 선발하고 있었다. 2011년 K3리그 참가 신청서를 제출하지 않음으로 인해 구단 해체설이 돌았었고 연고지인 삼척시와의 갈등관계, 모체인 신우전자의 재정난 등을 이유로 해체가 확정되었다.

## 시즌 결과
| 시즌 | 리그        | 순위 | 경기 | 승 | 무 | 패 | 득 | 실 | 승점 | FA컵 | 기타 | 감독   |
| ---- | ----------- | ---- | ---- | -- | -- | -- | -- | -- | ---- | ---- | ---- | ------ |
| 2007 | K3리그 전기 | 1    | 9    | 7  | 0  | 2  | 16 | 8  | 21   |      |      | 김종필 |
| 2007 | K3리그 후기 | 5    | 9    | 4  | 4  | 1  | 13 | 8  | 16   |      |      | 김종필 |
| 2007 | K3리그 통합 | 2    | 18   | 11 | 4  | 3  | 29 | 16 | 37   |      |      | 김종필 |
| 2008 | K3리그 전기 | 1    | 15   | 11 | 3  | 1  | 42 | 14 | 36   |      |      | 김종필 |
| 2008 | K3리그 후기 | 3    | 14   | 7  | 4  | 3  | 26 | 19 | 25   |      |      | 김종필 |
| 2008 | K3리그 통합 | 2    | 29   | 18 | 7  | 4  | 68 | 33 | 61   |      |      | 김종필 |